# ليون كروز
ليون كروز (بالإنجليزية: Leone Cruz)‏ (13 يونيو 1987 براوند روك في الولايات المتحدة - ) هو لاعب كرة قدم أمريكي في مركز الدفاع. لعب مع ريال سالت ليك وسان أنتونيو سكوربيونز وDFW Tornados ‏ وLaredo Heat ‏ وAustin Aztex ‏ وAustin Aztex U23 ‏ وAustin Lightning ‏.

## روابط خارجية
- ليون كروز على موقع الدوري الأمريكي (الإنجليزية)
- ليون كروز على موقع قاعدة بيانات كرة القدم.إي يو (الإنجليزية)